# Fontanna z delfinami w Poznaniu
Fontanna z delfinami (także Studzienka Kronthala lub Fontanna Lederera) – fontanna zlokalizowana w centrum Poznania, w osi centralnej części Alei Marcinkowskiego, w pobliżu skrzyżowania z ul. 23 Lutego.

## Charakterystyka

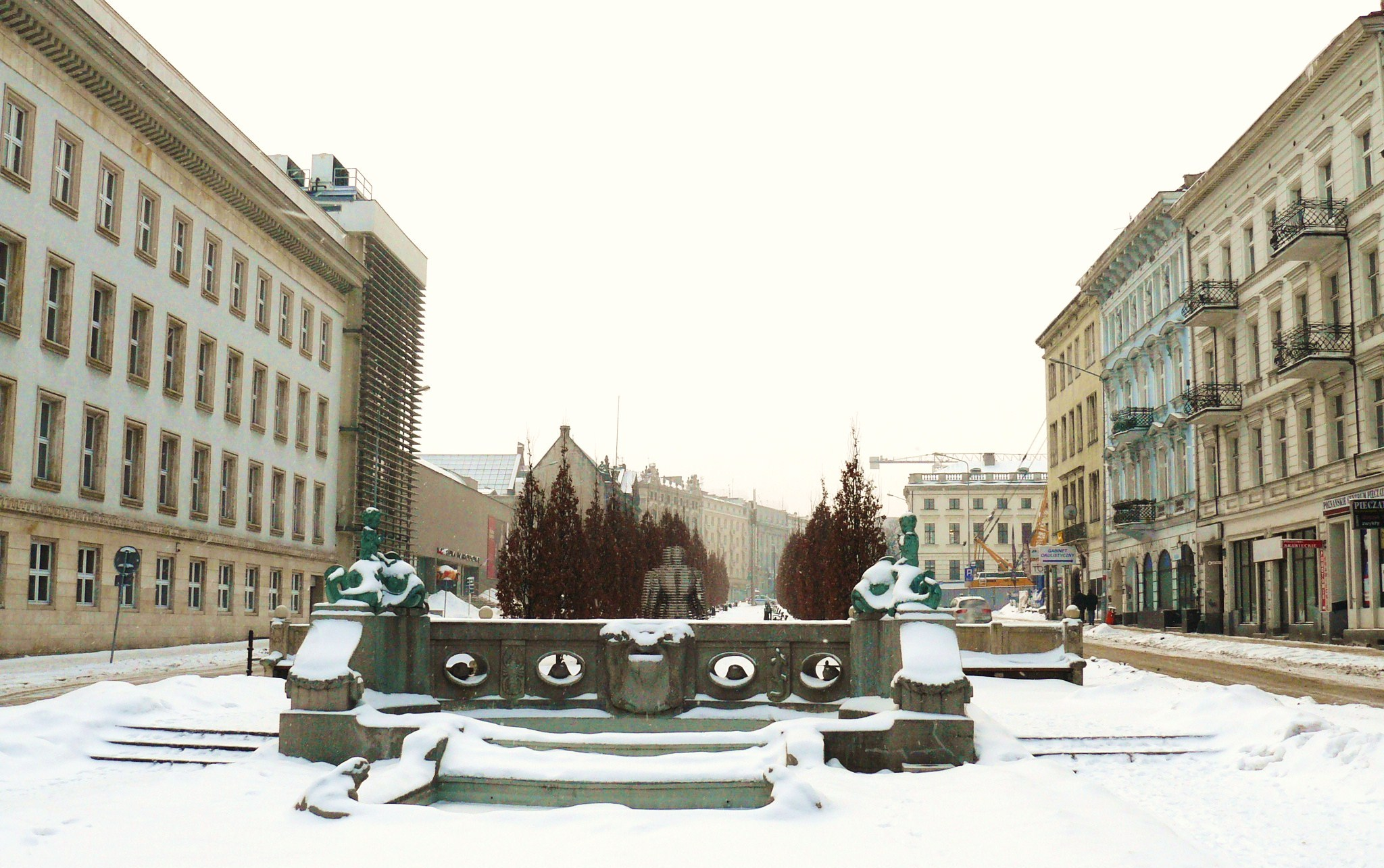
Fontanna zimą

Pierwotnie w tym miejscu stała publiczna studnia miejska ufundowana przez Edwarda Raczyńskiego. Po jej przeniesieniu, w 1909, upiększono ten teren za pomocą obecnej fontanny autorstwa Hugona Lederera z Berlina. Projekt weryfikowany był osobiście przez cesarza Wilhelma II. Fundatorem był kupiec Gustaw Kronthal, skąd obiekt nazywano również Studzienką Kronthala. Koszt budowy wyniósł 25.000 ówczesnych marek. Odnowienia obiektu dokonał najpierw Edward Haupt, a potem przeprowadzono jeszcze kompleksową renowację w 2006, podczas której przywrócono muszle, w miejsce zamontowanych po wojnie tralek.
Wodotrysk, którego kamienne elementy wykonane są z muszlowca, otoczony jest wyobloną balustradą, na której krańcach umieszczono miedziane rzeźby chłopców na delfinach. Teren unosi się nieco w tym miejscu (okolice Góry Przemysła), co akcentowane jest za pomocą kilku stopni.
Według Adama Pleskaczyńskiego, redaktora Głosu Wielkopolskiego, rzeźby delfinów przedstawiają w istocie sumy, o czym świadczyć miałaby budowa anatomiczna pysków tych stworzeń. W myśl badań przeprowadzonych przez tego autora w 2003, twórcą samych rzeźb był berlińczyk – August Gaul, jeden z najwybitniejszych animalistów swojej epoki (twórca m.in. rzeźby lwa w Starym ZOO w Poznaniu).
Obok fontanny stoi pomnik Golema, a po drugiej stronie ulicy 23 Lutego – pomnik Karola Marcinkowskiego. Całość flankują gmachy poczty (UP nr 9) i Uniwersytetu Artystycznego.